# Tudatalatti
A tudatalatti pszichológiai fogalom; olyan aktív lélektani folyamatok jellemzője, amelyek nincsenek a tudat értelmi tevékenységének középpontjában, a háttérből azonban mégis hatnak a tudatos folyamatokra.
Sigmund Freud munkásságában elutasította a tudatalatti (Unterbewusstsein) koncepcióját, és a tudattalan kifejezéssel dolgozott.

## Leírása
Egy korábbi ismeret, tapasztalat, amire az adott pillanatban valaki nem is gondol, de asszociatív kapcsolatban áll gondolkodása aktuális tárgyával, befolyásolhatja döntéseit, gondolatait. Hasonló hatása lehet bizonyos környezeti körülményeknek is, amelyek tudatosulás nélkül befolyásolhatják az adott személy cselekedeteit, gondolatait.
A tudatalatti jelenségei a tudati tevékenységhez tartoznak, de olyan a háttérben zajló folyamatok, amelyek nem vesznek részt közvetlenül a figyelem középpontjában álló jelenségek értelmezésében.
A tudatos elmével szemben a tudatalatti soha nem alszik, soha nem pihen. Olyan létfunkciókat irányít, mint például a légzés és a szívverés szabályozása. Mindazt ami életünk során történik velünk, tárolja, amelyek hipnózis vagy önhipnózis során újra felidézhetők.